# י
La yod o yud ([j] יוֹד» י») es la décima letra del alfabeto hebreo. Equivale a la letra yod del alfabeto fenicio. Su fonética equivale a la «y» o «i» castellana.

## Escritura
| Variantes ortográficas      | Variantes ortográficas      | Variantes ortográficas      | Variantes ortográficas | Variantes ortográficas |
| Varias fuentes de impresión | Varias fuentes de impresión | Varias fuentes de impresión | Cursivo                | Rashi                  |
| Serifa                      | Sans-serif                  | Monoespaciado               | Cursivo                | Rashi                  |
| --------------------------- | --------------------------- | --------------------------- | ---------------------- | ---------------------- |
| י                           | י                           | י                           |                        |                        |

En fuentes de tipo sans-serif la letra aparece con un ancho o sin él, por ejemplo
- Arial, DejaVu Sans, Arimo, Open Sans: י
- Tahoma, Alef, Heebo: י

## Nombre
Recibe el nombre estándar «יוֹד», aunque de forma coloquial se pronuncia «יוּד».

## Pronunciación
Tanto en hebreo bíblico como moderno, yod representa una aproximante palatal ([j]). Como mater lectionis, representa la vocal [i]. Al final de palabras con vocal o cuando está marcado con un sheva naj, representa la formación de un diptongo, como [e̞i̯], [ai̯], u [o̞i̯].

## Significado
En gematría, yod representa el número diez.
Como prefijo, designa la tercera persona del singular (o del plural, con una Vav como sufijo) en tiempo futuro.
Como sufijo, indica posesivo de primera persona del singular; av (padre) se convierte en avi (mi padre).
«Yod» en hebreo significa yodo. El yodo también se llama «يود» yod en árabe.

### En religión
Dos Yods seguidas sirven para simbolizar el apelativo de Dios «Adonai», en los textos con niqud a menudo se escriben las vocales de Adonai sobre el Tetragrámaton.
Como yod es la letra más pequeña, se le atribuye mucho significado kabbalístico y místico. Según el Evangelio de Mateo, Jesús lo mencionó durante la 'Antítesis de la Ley', cuando dice: «Ni una yot ni una tilde pasará de la ley, hasta que todo se haya cumplido». Yot, o iota, se refiere a la letra yod; Los escribas a menudo la pasaban por alto debido a su tamaño y posición como mater lectionis. En hebreo moderno, la frase «punta de una yod» se refiere a algo pequeño e insignificante, y alguien que «se preocupa por la punta de una yod» es alguien exigente y meticuloso con los pequeños detalles.
También se le atribuye mucho significado cabalístico y místico debido a su valor de gematría como diez, que es un número importante en el judaísmo, así como porque aparece en el nombre de Dios.

## Yídish
En yidis, la letra yod se utiliza para varios propósitos ortográficos en palabras nativas:
- Por sí sola, una sola yod «י» puede representar la vocal [i] o la consonante [j]. Cuando está adyacente a otra vocal, u otra yod, [i] se puede distinguir de [j] añadiendo un punto debajo. Así, la palabra yidish 'yiddish' se escribe «ייִדיש». La primera yod representa [j]; la segunda yod representa [i] y se distingue del adyacente [j] por un punto; la tercera yod representa [i] también, pero no es necesario ningún punto.
- El dígrafo «יי», que consta de dos yods, representa el diptongo [e̞i̯].
- Un par de yods con una línea horizontal (pasekh) debajo de ellas, «ײַ», representa el diptongo [ai̯] en yiddish estándar.
- El dígrafo que consiste en un vav seguido de una yod, «וי», representa el diptongo [o̞i̯].

Tanto en la ortografía tradicional como en la más moderna del YIVO, los  préstamos del hebreo o del arameo en yiddish se escriben tal como están en su idioma de origen. En la ortografía soviética, se escriben fonéticamente como otras palabras yiddish.

## Codificación
| Carácter      | י                 | י                 |
| ------------- | ----------------- | ----------------- |
| Unicode       | HEBREW LETTER YOD | HEBREW LETTER YOD |
| Codificación  | decimal           | hex               |
| Unicode       | 1497              | U+05D9            |
| UTF-8         | 215 153           | D7 99             |
| Ref. numérica | &#1497;           | &#x5D9;           |